# Айшет

Сорочка з айшетом

Айше́т (від загальнопермського ай — передня частина та шет — обшити) — обов'язковий елемент удмуртського національного одягу, фартух на зав'язках з візерунчастої витканої тісьми-паска.
Чоловічий айшет суцільнозшитий з білої тканини, жіночий айшет має локальні відмінності: у північних удмуртів він пасковий, без грудки; у південних — з високою, до шиї, пришивною грудкою. Айшет здавна одягався для прикриття та оберегу передньої частини тіла, пізніше ця функція відійшла. Буденний айшет одягався для запобігання одягу від забруднення, святковий — став однією з прикрас костюма. З білою сорочкою носили білі фартухи, заткані кольоровими візерунками. З появою кольорових сорочок айшет почали шити з клітчатої тканини, прикрашеною розетками вишивки, та з ситцю. Айшет обробляли оборкою, смужками, тісьмою та ажуром. На сьогодні у південних удмуртів в моді білі та чорні вишиті фартухи.